# Thomas Ebbesen
Pour les articles homonymes, voir Ebbesen.
Thomas Ebbesen est un physico-chimiste franco-norvégien né à Oslo (Norvège) le 30 janvier 1954.
Directeur de l’Institut d’Études Avancées de l’Université de Strasbourg (USIAS)et de la Fondation pour la Recherche en Chimie (icFRC) et professeur à l'université de Strasbourg, il est l'auteur de plusieurs découvertes importantes dans le domaine des nanosciences. 

## Biographie
Diplômé de l'université d'Oberlin (Oberlin College) et de l'université Paris VI Pierre-et-Marie-Curie, Thomas Ebbesen travaille d’abord au Notre Dame Radiation Laboratory (États-Unis) où il continue ses travaux de photophysico-chimie démarrés durant sa thèse. En 1988, il rejoint le laboratoire de NEC au Japon, où ses recherches évoluent vers l’étude des nanomatériaux de carbone tels que le C60, le graphène et les nanotubes. Ebbesen découvre une méthode de synthèse de nanotube de carbone en grande quantité et étudie entre autres leurs propriétés mécaniques et leurs propriétés de mouillage. Pour ses travaux précurseurs sur les nanotubes de carbone, il partage le prix Europhysics Agilent en 2001 avec Iijima, Dekker et McEuen. 
Chez NEC, Ebbesen découvre aussi un nouveau phénomène optique : la transmission extraordinaire de la lumière dans des trous de dimensions inférieures à la longueur d'onde où les plasmons de surface jouent un rôle clé dans l’exaltation de la transmission. Le phénomène soulève des questions fondamentales et offre un vaste potentiel d’application allant de la chimie à l’opto–électronique. Pour cette découverte, Ebbesen reçoit plusieurs distinctions dont le Prix France Telecom 2005 de l’Académie des Sciences et le Prix de l’Électronique et Optique Quantique en 2009 de la Société Européenne de Physique. En 2014, il est lauréat du prix Kavli pour les nanosciences, conjointement avec Stefan W. Hell et Sir John Pendry pour ses travaux sur la transmission optique extraordinaire.  
En 1999, il rejoint l'Institut de Science et d'Ingénierie Supramoléculaires (ISIS) fondé par Jean-Marie Lehn à l'université de Strasbourg. Il a été le directeur de l'ISIS de 2005 à 2012. En 2017-18, il a occupé la chaire Innovation technologique Liliane Bettencourt au Collège de France. 
Depuis 2005, il développe un nouvel axe de recherche sur les interactions lumière-matière à l’interface de l’électrodynamique quantique et de la chimie physique. Son équipe démontre pour la première fois que des propriétés matérielles peuvent être modifiées par le couplage fort avec les fluctuations du champ électromagnétique de cavité, tel que la réactivité et la conductivité de semi-conducteurs organiques. Pour ces travaux précurseurs, il est lauréat du Grand prix de la fondation Maison de la Chimie en 2018.
En 2019, il reçoit la Médaille d'or du CNRS.

## Distinctions
- Prix Randers (2001)
- Prix Europhysics Agilent (2001)[13]
- Prix France Telecom de l'Académie des Sciences (2005)[14]
- Prix « Électronique et Optique Quantique » de la Société européenne de physique (2009)[15]
- Prix Tomassoni de l'Université La Sapienza (2009)[16]
- Dr Scient. H.C., University of Southern Denmark (2009)
- Prix Kavli pour les nanosciences (2014)[17]
- Prix Spécial de la SFP 2014
- Dr Scient. H.C., Oberlin College, États-Unis (2015)
- Quinquennial Anniversary Award, European Materials Research Society 2018[18]
- Doctor honoris causa, KU Leuven 2018[19]
- Grand prix de la fondation Maison de la Chimie 2018[20]
- Membre de l'Institut universitaire de France depuis 2005
- Membre de l'Académie norvégienne des sciences et des lettres
- Membre étranger de l'Académie des sciences[21]
- Médaille d'or du CNRS 2019[12]